# Hélder Postiga
Hélder Manuel Marques Postiga vagy egyszerűen Hélder Postiga (Vila do Conde, 1982. augusztus 2. –)  portugál válogatott labdarúgó.
Miután profi játékosként debütált a Porto színeiben egy évre Angliába, a Tottenham csapatához igazolt. Majd eltöltött egy kis időt Franciaországban és Görögországban is, mielőtt a Sportinghoz hazaigazolt.
A portugál válogatottal részt vett a számára hazai környezetben rendezett 2004-es Európa-bajnokságon, ahol ezüstérmet szereztek. és a 2006-os labdarúgó-világbajnokságon, ahol a negyedik helyen végeztek. A 2008-as Európa-bajnokságon Németország ellen gólt szerzett a negyeddöntőben.

## Díjak, címek

### Klubcsapatokban
Porto
- UEFA-kupa: 2002-03
- Portugál bajnokság: 2002–03, 2005–06, 2006–07
- Portugál kupa: 2002–03
- Portugál szuperkupa: 2004

Sporting
- Portugál szuperkupa: 2008

### Válogatott
- Európa-bajnokság: Második helyezett: 2004

## Külső hivatkozások
- Profil a Zaragoza honlapján
- Statisztika soccerbase.com
- national-football-teams.com
- Transfermarkt profil